# The Romantic Englishwoman
The Romantic Englishwoman is een Frans-Britse film van Joseph Losey die werd uitgebracht in 1975.
Het scenario is gebaseerd op de gelijknamige roman (1971) van Thomas Wiseman.

## Verhaal
Elizabeth Fielding is de echtgenote van Lewis Fielding, een bekende Engelse schrijver. Ze is wat uitgekeken op haar comfortabel maar emotieloos huwelijksleven en trekt naar het kuuroord Baden-Baden met de bedoeling er zichzelf te 'herontdekken'. In de hotellift botst ze op Thomas, een louche jonge gigolo, die beweert een dichter te zijn. Ze wordt verliefd op hem. 
Wanneer ze weer thuiskomt bevestigt ze de vermoedens van ontrouw aan haar man. Daarop besluit deze Thomas bij hem thuis uit te nodigen.

## Rolverdeling
| Acteur             | Personage          |
| ------------------ | ------------------ |
| Glenda Jackson     | Elizabeth Fielding |
| Michael Caine      | Lewis Fielding     |
| Helmut Berger      | Thomas Hursa       |
| Marcus Richardson  | David Fielding     |
| Kate Nelligan      | Isabel             |
| Reinhard Kolldehof | Herman             |
| Michael Lonsdale   | Swan               |
| Béatrice Romand    | Catherine          |
| Anna Steele        | Annie              |
| Nathalie Delon     | Miranda            |